# RS-28 Sarmat
РС-28 Сармат (RS-28 Sarmat, namngiven efter sarmaterna), med NATO-beteckningen Satan-2, är en rysk interkontinental ballistisk robot (ICBM) utrustad med kärnvapen. Sarmat-roboten väger 208 ton och roboten har MIRV-egenskaper, vilket innebär att den kan bära upp till 10 stora kärnladdningar eller 15 mindre på 10 ton totalt, som kan styras mot individuella mål. Utveckling av Sarmat började i början av 2000-talet och den första testflygningen var den 20 april 2022.
Den förväntades att tas i tjänst under 2022 för att ersätta Rysslands uppsättning av R-36M Vojevoda (av NATO kallad SS-18 "Satan"), men först i oktober 2023 meddelade det ryska krigsdepartementet att Sarmat nu var infört som aktivt system.
Roboten består av tre vätskedrivna raketsteg.